# 神よ国王を護り賜え (ノルウェー)
神よ国王を護り賜え(かみよこくおうをまもりたまえ、スウェーデン語: Bevare Gud vår kung)は、1805年に アブラハム・ニクラス・エーデルクランツ (Abraham Niclas Edelcrantz)によってグスタフ4世アドルフ王のために作詞された、スウェーデンの王室歌である。
旋律は、イギリスの国歌の神よ女王を護り賜えと同じものである。この曲は、19世紀中頃に「国王歌」(スウェーデン語: Kungssången)が作られるまでのあいだ、王室歌とされていた。

## 歌詞
(原語)
1.
Bevare Gud vår kung!
Gör säll vår ädle kung!
Leve vår kung!
Bekrönt av ärans hand,
alltid med hjärtats brand
förent med folk och land.
Leve vår kung!
2.
Nu varje troget bröst
med hjärta och med röst
hans välgång sjung!
Må tvedräkt flykten ta!
Han allas kärlek ha!
Sjung, svenska Folk, hurra!
Leve vår kung!

## 日本語訳
1.
神よ我らの国王を護り賜え!
嬉びを我らの高貴なる国王にもたらせ!
我らが国王よ、常しえにあれ!
栄光の手に冠は渡り、
常に心に熱情を湛(たた)え、
人々と国家は団結した!
我らが国王よ、常しえにあれ!
2.
今、信頼できる仲間たちと、
心と、そして声で
彼の幸せを歌わむ!
不和を避け、
彼には皆の愛がある。
歌え、スウェーデン人たちよ、「万歳!」と!
我らが国王よ、常しえにあれ!